# MacKeeper
MacKeeper es un software de utilidad distribuido por Clario Tech DMCC desde el 2019. Fue desarrollado por ZeoBIT como una aplicación de software para Mac para limpieza y seguridad. La aplicación proporciona a los usuarios herramientas como antivirus, VPN, bloqueo de anuncios, verificador de violación de datos, limpieza del sistema y características de optimización del rendimiento.
El software está disponible en 156 países.

## Historia
MacKeeper fue desarrollado en el 2009 por programadores ucranianos en Zeobit. La primera versión beta fue lanzada el 13 de mayo del 2010. Está diseñado para funcionar en equipos que ejecutan Mac OS.
MacKeeper 1.0 fue anunciado el 26 de octubre del 2010.   
El 30 de enero del 2012 en Macworld-iWorld fue lanzado MacKeeper 2.0 con un número ampliado de utilidades.
En abril del 2013 Zeobit vendió MacKeeper a Kromtech Alliance Corp. Kromtech contrató a antiguos empleados de Zeobit con sede en Kiev. 
MacKeeper 3.0 fue lanzado en junio del 2014 como software como un servicio. 
En el 2015 se fundó el Centro de Investigación de Seguridad MacKeeper junto con Chris Vickery después de encontrar una vulnerabilidad que podía causar la fuga de datos.
Durante 2016-2017 se iniciaron seminarios web educativos y se lanzó Anti-malware Lab. 
En julio del 2018 fue lanzado MacKeeper 4.0. 
En el 2019 Clario adquirió la propiedad intelectual y el capital humano de Kromtech, incluyendo a Mackeeper.
Ese año la compañía fue oficialmente notariada por Apple y recibió una certificación AppEsteem.
En noviembre del 2020 fue lanzado MacKeeper 5.0 con una productividad mejorada y un rediseño de la interfaz.
En diciembre del 2020 la compañía recibió la certificación AV-TEST.
En marzo del 2021 Clario Tech obtuvo la certificación ISO 27001.

## Características
- MacKeeper 5.0., lanzado en noviembre del 2020, tiene las siguientes herramientas principales:
- Find & Fix (buscar y arreglar): escaneo con un solo clic para revisar el estado de Mac;
- Antivirus con protección en tiempo real;
- ID Theft Guard (protector de robo de identidad) que detecta violaciones de datos y filtraciones de contraseñas;
- StopAd para bloquear anuncios en Chrome y Safari Safe Cleanup (limpieza segura) para detectar y eliminar archivos adjuntos y archivos innecesarios;
- Duplicates Finder (buscador de duplicados) para detectar archivos duplicados y ordenar fotos o capturas de pantalla similares;
- VPN.[18]